# 琉球独立运动

琉球國王室旗幟

嘉利吉俱樂部的旗幟——三星天洋旗

琉球独立运动，又稱沖繩獨立運動或者琉球复国运动，指的是將冲绳及其附属岛屿（琉球群岛）欲脱离日本的独立运动。
琉球群島曾長期是一個独立国家，1609年德川幕府入侵琉球王國，王國被迫向薩摩藩進貢，不過琉球王國被允許繼續保留獨立性以及與中國的關係和貿易，這種情況一直持續到19世紀中葉。 1872年，明治天皇單方面宣布琉球王國改制成琉球藩，史稱「第一次琉球處分」。不過出於當時清朝的外交壓力，琉球王國保持了表面的獨立。直到1879年3月27日明治政府正式吞併琉球王國，將琉球群島併入沖繩縣，奄美大島群併入鹿兒島縣，此為「第二次琉球處分」。琉球末代國王尚泰被迫遷往東京，許多不滿日本統治的琉球人流亡清朝，被稱為脫清人。雖然在清國及美國的干涉下，曾一度有復國的提議，但由於復國後琉球王國將被逼將大量國土割讓給日本，因此被國王尚泰及琉球士族反對。雖然亡國後十多年琉球貴族一直以各種形式來拒絕日本的吞併，但隨着中日甲午戰爭中國戰敗後，清朝再也無力支持琉球王國復國，明治時期，日本政府持續地打壓琉球人的民族身份、文化、傳統和語言，將他們同化為大和族。最後一任琉球國王也於1901年去世，再度削弱了群島與前王國的歷史聯繫。
當前的独立运动是主要在1945年太平洋戰爭結束後出現的，一些琉球族認為隨著日本戰敗，盟軍應幫助琉球復國而不是把主權歸還日本。然而，根據1971年的《沖繩歸還協定》，琉球群島於1972年5月15日將正式歸還日本。1952年簽署的美日安保條約規定美國繼續在日本駐軍，美國將繼續在沖繩島大量駐軍，這些事件為追求琉球獨立的新政治激進主義奠定了基礎。琉球獨立運動活動家認為，無論是1609年日本薩摩藩的侵略，還是明治時期設立的沖繩縣，都是對琉球王國的殖民吞併。活動家強烈批評無論在過去還是現在，對琉球人民和領土的虐待從未停止，當中包括美國使用沖繩島土地作為大型軍事基地一事。沖繩僅佔日本領土的0.6%，但美國軍隊的駐軍卻佔了沖繩縣的 10.4%，即整個琉球群島的18.8-20%。
多年來美軍在琉球群島的活動成為了琉球獨立運動活動家的關注，美軍人員在沖繩犯下多起罪行，其中最著名的是1995年的駐沖繩美軍強姦12歲少女事件和麥可·布朗沖繩非禮事件。美國軍隊的持續存在現今仍是爭論的焦點，尤其是針對普天間空軍基地的爭論。美國軍方並未能兌現在1996年作出的減少駐軍的承諾，獨立運動家還強調日本接受的美國基地對群島環境的影響。

## 历史

### 琉球王国时期
琉球人是居住在琉球群島的原住民，在種族、文化和語言上都與日本主島上的大和民族有相似之处，但仍有不同。三山時代，琉球群島主要分為北山、中山、南山三個政體分別統治，1429年由尚巴志王統一群島建立琉球王國，定都首里城（今那霸市）。琉球王國與明朝和清朝结成朝贡册封关系，成為中國的朝貢國。這種朝貢關係令尚巴志王的統治獲得了政治合法性，同時在當時中國主導的在東南亞獲得了許多經濟、文化和政治機會，而中國也並未有對琉球內部政治自治進行任何干涉。琉球王國與韓國、泰國、日本及其他東南亞政體保持貿易關係，在此期間發展出獨特的政治和文化認同。1609年，由於尚寧王拒絕向幕府屈服，日本幕府將軍德川家康和德川幕府（1603-1867）入侵王國，此後琉球王國被迫向日本進貢，但被允許保留並繼續其獨立性以及與中國的關係和貿易， 這種安排被稱為“雙重附庸”，並一直持續到19世紀中葉。

### 大日本帝國时期
在明治時期（1868-1912 年），大日本帝國（1868-1947 年）開始了一項後來稱為“琉球處分”的計劃，企圖吞併王國，起初由於清朝的外交壓力，琉球王國保持了表面的獨立，由日本設立的「琉球藩」間接統治，史稱「第一次琉球處分」。直到1879年3月27日明治政府正式并吞琉球王國，將琉球群島併入新成立的沖繩縣，奄美大島群併入鹿兒島縣。琉球末代國王尚泰被迫遷往東京，許多不滿日本統治的琉球人流亡清朝，被稱為脫清人，此為「第二次琉球處分」。這些人以福州、北京、天津為據點，要求清朝向日本就琉球問題交涉，史稱琉球案。日本的行為引發清政府的不滿，在中國及美國的介入下，美國總統尤利西斯·格蘭特提出了一項讓琉球恢復獨立主權的計劃，但需要把大部分琉球島嶼劃分給日本，日本起初同意計劃並提意把宮古群島和八重山群島劃分給中國，以換取與中國的貿易權及對琉球島嶼的正式承認。不過此計劃被琉球國王尚泰及琉球士族反對，條約也被中國拒絕。雖然亡國後十多年琉球貴族一直以各種型式來拒絕日本的吞併，但隨着中日甲午戰爭中國戰敗後，清朝再也無力支持琉球王國復國。明治時期，日本政府持續地打壓琉球人的民族身份、文化、傳統和語言，將他們同化為大和族。球末代君主尚泰王的兒子尚寅、尚順等人發起讓琉球成為獨立自治的一個縣的運動，史稱公同會運動，但最終失敗。最後一任琉球國王也於1901年去世，再度削弱了群島與前王國的歷史聯繫。
1945年，沖繩島戰役爆發，當地約有150,000名平民喪生，約佔該島人口的三分之一，當中許多平民是被日軍強迫集體自殺的。

### 美國統治時期
1945年，根據《波茨坦公告》，日本放棄了除日本四島以外的所有領土，琉球群島（包括現今沖繩縣和鹿兒島縣的奄美群島）被美國軍事佔領，並施行「信託統治」。代表同盟國的美国等48個國家（中華民國與蘇聯未參與）在1951年與日本签定《舊金山和約》，日本同意美國擁有對琉球群島的行政、立法、司法等權。根據美國最初的計劃，琉球群島將在美國的主導下建立獨立國家，借此進一步分散日本重建的潛力，在保羅·卡拉韋統治琉球期間，更是多次使用「琉球」這一稱呼，來刺激沖繩居民的民族主義，試圖推動與日本分離的主張。1947年，宫古岛的报社记者团与美国军政要员对话时说：「琉球人希望在称之为琉球的国家中。」1948年，于与那国岛舉行的县长选举中，三個立补候选人中的一人就是倡导琉球独立，而當時日本左翼的政黨，例如日本共產黨、日本社會黨等等，也都支持琉球的獨立。
然而，由於二戰結束後世界隨即陷入冷戰，當時蘇聯的勢力及共產主義思想在戰後敗壞的世界上快速擴散，國民黨在中國內戰中失利退守台灣，美國失去在遠東最重要的盟友，另外朝鮮半島及印度支那半島上的共產主義政權紛紛掌握了權力，建立起社會主義國家。同一時間，共產主義思想在受戰爭摧毀的琉球群島上廣受歡迎，琉球群島誕生了奄美共產黨（后改名奄美社会民主黨）、琉球人民黨（後改名沖繩人民黨）等共產主義組織，要求在琉球群島上獨立建立一個社會主義國家。受到所謂的「多米諾骨牌理論」影響，美國認為若要避免亞洲進一步共產主義化，就必須強硬地隨止共產思想擴散。因為，美國決定開始對當地的輿論進行了嚴格的管制，否決先前提議的琉球獨立計劃。另一方面，美軍強行徵用當地許多平民的集落和農田，以建立軍事基地，私人業主被關進難民營，美軍人員對平民犯下了數千起大大小小的罪行，這使美國在琉球人的印象中大打折扣，反美抗議不斷。
由於美國在琉球群島上的強硬統治，反而激發了琉球人讓琉球群島回歸日本統治的意願。1960年，沖繩縣祖國復歸協議會成立，這個協會主張琉球重新回到日本的統治之下。同時期，琉球人反對美國統治的情緒愈演愈烈。1965年，發生宮古農民騷動；1970年，發生胡差暴動。1971年又發生波上騷動和第二次胡差暴動。此時美國正陷入越南戰爭的泥潭之中，令美軍心力交瘁，於是在總統林登·詹森的指示下，美國駐日大使賴世和向日本提出美國有將整個琉球群島歸還的考慮。1971年6月17日，美日簽訂《沖繩返還協定》。美國將琉球群島受到日本和琉球的左翼人士反對，1971年11月10日，沖繩浦添發生沖繩總罷工警察官被殺事件。同月14日，日本新左翼團體也在東京澀谷舉行示威，支持琉球的運動，是為澀谷暴動事件。不過最終無法改變決定，1972年5月15日美國把琉球群島移交日本。

### 政權交還日本之後
雖然美國將琉球群島移交日本管理，但美軍在島上依然擁有大量的軍事基地。琉球群島僅佔日本陸地總面積的 0.6%，但目前駐紮在日本的所有美軍的75%都在沖繩。日本和美國都無視當地琉球居民的抗議，繼續就確保美軍基地的維護和擴建達成協議。當時復歸行動的其中一個重要口號，就是回歸後琉球居民也將能享受日本戰後的政治自由和經濟繁榮。然而，琉球群島移交日本後沖繩的經濟依舊落後於日本本土，美軍的軍事設施對當地經濟及環境造成嚴重影響，又因為美軍的存在使到琉球群島成為冷戰期間最危險的地區之一，自己只是用來守衛美國霸權的「犧牲品」。琉球人感到受騙，反美情緒及獨立思想又開始湧現，而美軍在琉球群島的犯罪，比如1995年沖繩縣一名十二歲少女被美軍強姦及麥可·布朗沖繩非禮事件，更觸發多次反美運動。美國軍隊的持續存在現今仍是爭論的焦點，尤其是針對普天間空軍基地的爭論。 美國軍方並未能兌現在1996年作出的減少駐軍的承諾，獨立運動家經常強調日本接受的美國基地對群島環境的影響。

## 現狀

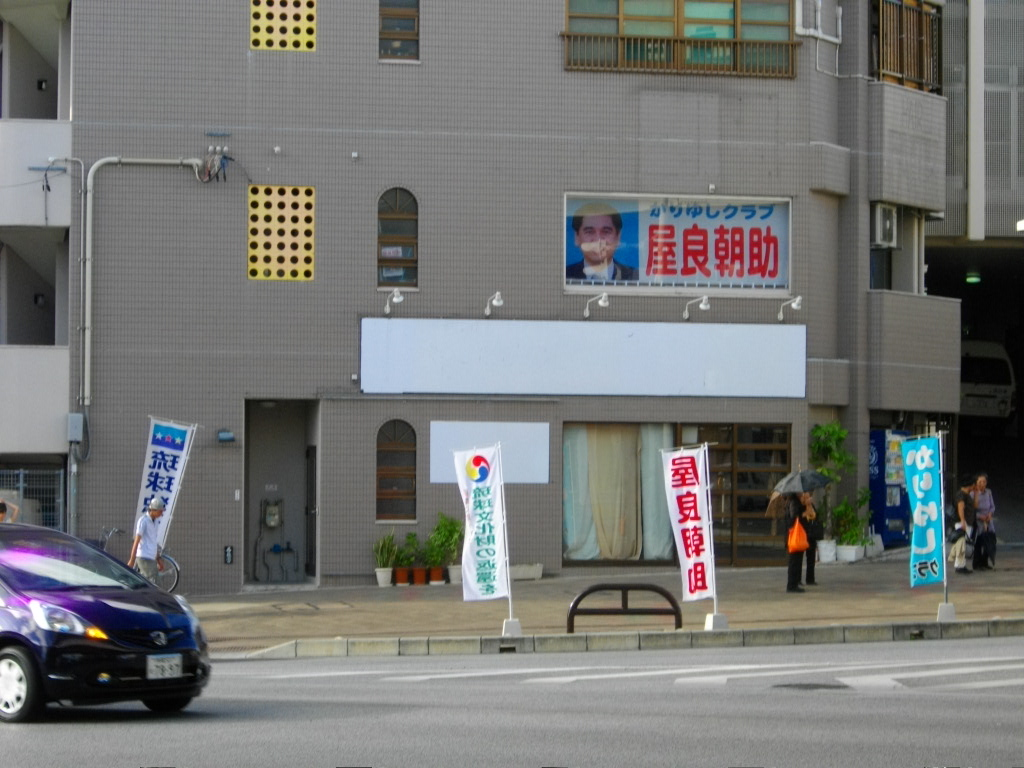
支持琉球獨立的嘉利吉俱樂部的總部。

美國軍隊的存在仍然是當地政治中的一個敏感問題，琉球人對日本政府、天皇（尤其是裕仁天皇）和美國軍方常持公開批評情緒，他們多次舉行抗議甚至拒絕唱日本國歌 。多年來，日本天皇都避免訪問琉球群島，因為日本政府認為他的訪問有可能會引起騷動，比如1975年7月當時的皇太子明仁訪問沖繩時，獨立活動家就曾向他扔燃燒瓶。
美軍的犯罪行為也引發了獨立的思潮。美軍在沖繩完全不受法律制約，擁有治外法權，哲學家高橋哲哉引述一項統計指出，在1972年到1999年間，美軍和關係人員在沖繩所犯下的案件共有4953宗，當中500多宗涉及殺人、性侵等。1995年的強姦事件激發了琉球的民族主義浪潮。1996年，琉球獨立運動家及詩人新川明寫下一本叫《沖繩：邪惡的日本民族國家的對立面》，主張對抗日本中央政府和琉球獨立。
1997年至1998年間，關於琉球獨立的辯論顯著增加，知識分子舉行了激烈的討論和座談會，引發了全國的注目。 1997年2月，一名眾議院議員向政府詢問需要什麼才能使琉球獨立，政府回答因為憲法不允許所以不可能。 曾長期擔任沖繩市市長的大山長條寫了一本暢銷書《沖繩獨立宣言》，並表示日本不是沖繩的祖國。 沖繩縣治郎（市工會）準備了一份關於自治措施的報告。 一些人認為沖繩的自治和獨立是對日本“結構性腐敗”的反應，並提出行政分權的要求。
2002年，琉球大學和沖繩國際大學的憲法、政治和公共政策學者發起了一個項目“沖繩自治研究小組”，舉辦了許多研討會，他們提出了三個基本路徑； 1) 利用日本憲法第 95 條並探索權力下放的可能性 2) 尋求具有外交關係權的形式自治 3) 完全獨立。
琉球自治甚至獨立的話題在近年進入了主流政治裡，自民黨籍的沖繩縣知事仲井真弘多因批出美軍可在群島擴建新軍事基地許可，引發當地民眾的反對，他也在2014年11月的選舉中被以反普天間搬遷和沖繩自治為綱領的翁長雄志擊敗。翁長雄志就任後維持強烈的反美軍基地立場，取消了前任允許新建美军基地的行政许可。自民黨政府随后就翁长雄志此举向法院提起诉讼。日本最高法院于2016年底裁定翁長雄志取消行政许可的决定违法，翁长雄志和冲绳县政府一方败诉，美軍可以擴充基地。翁長雄志隨即表現打算在沖繩舉行公投，由人民決定擴建新軍事基地一事，他甚至暗示會舉行類似蘇格蘭的獨立公投，但由於中央政府的壓力，到他離世前依舊沒有成事。
2013年5月15日，沖繩縣石垣島出身的龍谷大學教授松島泰勝和沖繩國際大學副教授友知政樹等人組織發起成立独立组织“琉球民族独立综合研究学会”，探讨琉球独立的可能性，並只限琉球族人加入，拒絕日本人（大和人）加入。該學會是由琉球一些大学教授和政治家、社会活动家和市民团体成员组成，将探讨琉球独立的可能性。学会在研究他国独立经验的同时，也将寻找机会向联合国直接陈述独立的意愿。“琉球民族独立综合研究学会”于5月15日下午在冲绳县政府举行记者会，然后在冲绳的大学里举行成立大会。獨立理念是設定在「和平之島」，思考成立東亞的緩衝區，來獲得最大發展的可能性，這是首次以實際的利益分析來取得獨立共識。
2015年1月，日本時報報導琉球大學教授松島康勝及其他追求琉球自治的民間團體呼籲琉球群島獨立為自治共和國，雖然他指出許多人認為日本政府永遠不會批准獨立，但根據松島的說法，由於聯合國公民權利和政治權利國際公約關於自決，不需要日本的批准。 他的團隊設想建立一個沒有武裝的中立國家，從奄美到與那國島的弧線上的每個島嶼都可以決定是否加入。
日本本土人民和沖繩人也有長期歷史構成的民族主義情緒偶爾可見，當地報紙和民間都以「大和人」稱日本其他地方人，而自稱沖繩人，而日本本土國民對其也有「土人」（沒知識的原住民）甚至中國人等認知，多次抗爭中日本從本土調來鎮暴警察，以防止當地警察對當地人有同情因素，2016年10月的一次抗爭當中，從大阪調來的鎮暴警察，對群眾大罵：「白痴！土人！」、「支那人閉嘴！」造成軒然大波，事後中央政府則滅火緩頰稱「無法判斷土人有歧視意涵」。警方在2016年10月以毀損逮捕了沖繩和平運動中心議長，反基地運動頭領之一65歲的山城博治，聲請羈押而在羈押期滿後，又以妨害業務罪嫌再次逮捕聲押，透過技術手段延長羈押期達到長期關押目的，引發了種族歧視執法的不滿，雙方鬥爭至今沒有降溫趨勢。
2018年4月19日，在美國紐約聯合國總部召開的第17屆原住民問題論壇會議上，主張“沖繩獨立”的日本“琉球民族独立综合研究学会”成員親川志奈子提出，日本政府應該承認擁有固有文化的沖繩人是“原住民”，還呼籲解決駐日美軍基地集中於沖繩的問題。主張琉球曾是“獨立國家”，但在1879年被日本“侵略”，如今依然苦於“殖民地化和軍事化”。她還介紹情況稱，因1920年代有研究者從沖繩的墓地取走人骨帶到縣外的大學，正在要求歸還，琉球民族遺骨返還研究會亦因此成立。此外，她還表示，美軍基地的存在引發了對女性的性暴力和兒童的教育環境的威脅。

### 中國扮演的角色
琉球群島與中國長期存有緊密的關係。在明清時期，琉球王國是中國的朝貢國，雙方貿易緊密。在琉球王國被日本吞併後，清朝也曾向日本施加外交壓力，大量琉球王國遺民流亡中國；但在中日甲午戰爭中國戰敗後，清朝再也無力支持琉球王國復國。
現今中華人民共和國政府在官方立場並沒有公開質疑日本對琉球群島的主權，在官方文件及地圖也將琉球群島視為日本領土的一部分。不過，隨着中日關係轉差、特別是釣魚臺列嶼主權問題，琉球歸屬問題在某些非官方立場也時有被提出。例如2012年7月，中國官方媒體《環球時報》曾暗示，北京將考慮挑戰日本對琉球群島的主權。2013年5月，另一份中國官方媒體《人民日報》刊登了中國社會科學院兩位中國學者的類似文章，稱“中國人民應支持琉球獨立”，認為不僅臺灣島、釣魚島列嶼、澎湖列島要回歸中國，歷史上懸而未決的琉球問題也到了可以再議的時候。中國的網路世界也不乏支持琉球獨立的聲音。也有一些具有官職的人員以私人身份公開認為日本對琉球的統治沒有合法性，中華人民共和國商務部研究員唐淳風就曾聲稱「75%的琉球居民支持琉球獨立」及「琉球群島的文化在日本入侵之前，大陸的文化完全一致」等言語。不過縱使中國國內呼聲增加，普遍認為這並不代表中國政府的觀點，至少不是表面上的官方立場。不過這些主要來自民間的的呼聲卻引來了日本政界方面的強烈回應，比如菅義偉就對此表示︰“沖繩縣在歷史上和國際上無疑是日本的領土”。
2010年中華民族琉球特別自治區籌委會在香港登記成立，以商人趙東為會長。該組織活躍於中國大陸、香港和台灣，辦公室設在深圳。這一組織也與台灣的竹聯幫和急統派政黨中華統一促進黨有過接觸，統促黨曾於2015年派中評委陳仲雄前去深圳拜訪該組織的辦公室；而就在同月，統促黨總裁張安樂前往沖繩觀光，受到旭琉會幹部的接待。
張安樂說，琉球歷史上跟中國的關係是水乳交融，讓琉球脫離日本是他「身為一個中國人的責任」。
2013年5月，中國人民解放軍軍事科學院的軍事評論家羅援通過《環球時報》強調了琉球群島屬於中國的觀點，報導標題為「琉球屬於中國，絕不屬於日本」。
2016年12月，日本公安調查廳發表報告書稱中國政府“通過學術交流與沖繩獨立運動結盟，意圖在日本內部製造分裂”；但這項調查結果受到支持獨立的沖繩學者批判，認為其毫無依據，諷刺日本只會用中國作擋箭牌。
2020年8月，美國智庫戰略與國際研究中心（CSIS）指出，“中國使用間接的方法來影響日本。有一些隱蔽的渠道，比如通過資助影響沖繩的動向，影響沖繩的報紙以促進沖繩獨立、以及撤走那裏的美軍”
，總結說：“中國正在使用間接方法影響日本”。 與此相反，《沖繩時報》和《琉球新報》發表文章，否認中國的資助。CSIS刪除相關論述。
2021年10月，法國國家軍事學校戰略研究所（IRSEM）報告說，中國正在琉球群島和法屬新喀裏多尼亞挑起獨立運動，目的是削弱潛在的敵人；它說，對中國來說，沖繩是為了 “破壞日本的自衛隊和美軍”。
2022年5月15日，中國官媒《環球時報》采訪了琉球獨立主義者多嘉山侑三。 他說：“原本在歷史上，侵略過琉球的不是中國，而是日本和美國！直到現在，沖繩依然被當作是日本和美國的殖民地！日本政府為了拓展美軍基地和自衛隊基地，大肆渲染‘中國威脅論’，讓原本對政治沒有興趣的日本民眾開始相信那些沒有證據的謠言”。。他還斷言，“以自民黨的政治家為首，不負責任地煽動中國大陸和台灣的內部矛盾，和美國一起軍事介入，在琉球列島上強行推進建設美軍基地和自衛隊基地，試圖再次將沖繩變成戰場。”2023年3月2日，多嘉山說：“並試圖通過提高稅收的方式獲取資金，這種做法與日本的自身體量完全不符。日本政府為轉移國內矛盾而將中國塑造為‘假想敵’，利用‘中國威脅論’煽動公眾情緒”。
2023年6月4日，中國官媒《人民日報》頭版刊出一篇名為「賡續歷史文脈，譜寫當代華章」的文章，披露了中共領導人習近平考察中國國家版本館，與館方人員談論了館藏的一份明朝遺留手稿，並提及當時獨立的「琉球王國」（今沖繩）與福建的歷史。
2023年10月19日，報導者報道了关于沖繩認知戰的报告。報導者采訪了具有多个名称的同一个人：魏孝昌（魏孝昌為其中文名，其還有Rob Kajiwara、比嘉孝昌、梶原孝昌等名字）——一位非常親中國的琉球獨立人士，曾與沖繩縣知事玉城丹尼和琉球獨立派的人士親川志奈子面谈。他認為第二次世界大戰沖繩島戰役期間平民喪生的慘劇是日本政府對琉球人大屠殺。孝昌贊揚了中國在新疆和西藏的少數民族政策，稱中國對西藏的吞並是解放而非占領，並稱“維吾爾族和中國其他少數民族在學校接受母語教育”。 此外，2023年4月，孝昌在BiliBili上发布的“中國網民應支持琉球群島擺脫日本非法統治”視頻被觀看了18.2萬次。
2024年10月3日，《日本經濟新聞》與一家網絡安全公司共同確認，社交媒體上煽動琉球獨立的中文帖子正在增加，並且由一些疑似操作賬號進行傳播。據信，其目的是分裂日本與國際輿論。

### 中國對沖繩的影響工作
自2020年代以來，中國政府加強了對沖繩縣的外交與資訊影響工作。特別是在2024年6月，習近平國家主席發表強調「加強中國與沖繩交流」的言論後，多個政府相關機構與親中學者開始積極主張沖繩的歷史歸屬問題。

#### 主張琉球獨立的資訊戰
透過社交媒體與影音平台，一些宣稱「琉球不是日本的一部分，而是中華民族的一員」、「沖繩縣民希望回歸中國」的宣傳內容正在擴散。這些內容多以中文與英文製作，針對海外受眾發布，已確認有約200個以上的操作帳號參與其中。
這類資訊戰的目的，被認為是在日本政府就台灣問題、新疆與香港人權問題對中國採取批判立場的背景下，藉由沖繩這一日本的「弱點」進行反擊。

#### 透過學術機構主張正統性
中國遼寧省的大連海事大學於2024年計畫設立「琉球研究中心」，並在當年9月舉辦的籌備研討會上，中國海洋法學會會長高之國與北京大學教授徐勇等人主張「琉球問題關係國家安全與祖國統一」。他們否定舊金山和約的正當性，對戰後日本主權範圍提出質疑。

#### 中國當局的直接接觸與破格人事安排
自2023年以來，中國駐日本大使館及駐福岡總領事館與沖繩縣政府之間頻繁接觸。包括福建省高層訪問沖繩，以及沖繩縣幹部拜訪中國使館等前所未有的交流不斷增加。
2024年10月，中國駐日大使吳江浩訪問沖繩。期間不僅對其下榻飯店進行房間檢查，甚至連司機身分都受到審查，可見安保措施之嚴格。此外，同年新上任的駐福岡總領事楊慶東不通日語，並具有外交部情報部門及南海實效控制區（三沙市）工作經歷，顯示中國向沖繩派遣的是專精於資訊戰與海洋戰略的人才。

#### 沖繩縣立場與認知落差
沖繩縣知事玉城丹尼於2024年7月訪問中國，接受中國官媒《環球時報》採訪時表示，希望「向世界傳達沖繩追求和平的精神」，並強調區域外交的重要性。然而，中方所派遣的人員與行動，實際上包含資訊戰與分化操作的戰略意圖，與所謂的「和平交流」相去甚遠。

### 沖繩人對中國的印象
盡管中國民間支持琉球獨立，但中國在沖繩的印象並不好。
根據 2013 年沖繩縣的一項調查，50.5% 的沖繩人表示對中國的印象不太好，38.9% 的沖繩人表示對中國的印象不好。
提出的原因包括 “中國遊客沒有禮貌”，“軍事力量擴張的不透明性 ”和 “尖閣諸島問題”。
另一方面，17.2% 的沖繩人對台灣的印象很好，62.6% 的沖繩人對台灣的印象相當好。

## 支持度
雖然琉球獨立派存在，但其支持者僅限於少數運動人士，在沖繩縣並未得到廣泛支持。
2022年5月12日，沖繩時報關于沖繩回歸日本50周年和沖繩人民態度的調查顯示，關於對沖繩的願景，48%的受訪者希望有一個“具有強大權威的市鎮”，42%希望“維持現狀”，3%希望“獨立”。2017年5月，沖繩時報、朝日新聞等對沖繩人的合作調查提出了這樣一個問題：“你很高興回歸日本嗎？”82%的受訪者說他們很好，而5%的人說他們不好。各年齡層中回答“好”的比例為，18-29歲的人超過90%，30多歲的人86%，40-50歲的人84%，60多歲的人72%，70歲以上的人74%，年輕一代對回歸日本更為積極。在以往的調查中，1981年4月的62%，1987年9月的84%，1992年4月的88%，1997年4月的87%，2002年4月的87%，2007年4月的89%和2012年4月的83%表示他們對回歸日本感到滿意。
就身份認同而言，沖繩人有一種複合身份，當被問及“你認為自己是什麼樣的人”時，52%的人表示他們是“沖繩人和日本人”。當把“宮古人”與“日本人”以及“八重山人”與“日本人”結合起來時，複合身份約占受訪者的60%。24%說他們是“沖繩人”，16%說他們是“日本人”。林泉忠表示，沖繩住民認為自己是“日本人和沖繩人”，這種身份認同在日本是特殊的。因此，林泉忠將沖繩、香港和台灣這些具有複合身份的地區稱為“邊境東亞”。在沖繩的文化推廣方面，有一種意見認為學習英國威爾斯和客家委員會的做法。日本道州制議論下，如果將來引入道州制，沖繩是否應成為一個州也存在不同意見。
|              | 両方  | 威爾士人/沖繩人 | 英國人/日本人 |
| ------------ | ----- | --------------- | ------------- |
| 在威爾士出生 | 44%   | 21%             | 7%            |
| 在沖繩出生   | 54.5% | 26.2%           | 16.1%         |

據津田塾大學的英國人教授克裏斯-伯吉斯（Chris Burgess）說，這種複合身份認同在威爾士也有，沖繩和威爾士都有獨特的文化和食物。
作家和前外交官佐藤優的母親來自沖繩，他講述了沖繩文化的獨特性，包括沖繩語。他主張日本國內的聯邦制，但不主張琉球獨立，並以他在外務省擔任外交官的經驗指出：“一個擁有約140萬人口的國家作為一個獨立國家在日本、美國和中國三個大國家之間生存是可能的，但我覺得非常困難。”
琉球王國時期，王室居住在沖繩島首里。八重山和宮古島實行苛刻的征稅制度，即人頭稅石。因此，認為八重山、宮古島和與那國島因琉球處分而享有占領和移民自由。
沖繩保守派報紙八重山日報的主編仲新城誠稱，首里城對於離島的島民來說更像是“壓迫的象征”。因此他表示，即使建立了“琉球共和國”，它也可能會像過去一樣成為一個充滿琉球王國的歧視的國家。

## 外部連結
- （日語）嘉利吉倶楽部(琉球独立党) （页面存档备份，存于）
- （日語）独立琉球王国
- （日語）地下冲绳独立运动总部 （页面存档备份，存于）（介紹以沖繩獨立為主題的小說）
- （日語）请读《冲绳独立宣言》 （页面存档备份，存于）（書評）
- （日語）還我琉球（一位琉球獨立運動家的日記）
- （中文）日本对琉球的入侵与统治 （页面存档备份，存于）
- （中文）「日本人」還是「沖繩人」？沖繩的民族認同——琉球大學副教授林泉忠研究